# KZ-Außenlager Stephanskirchen

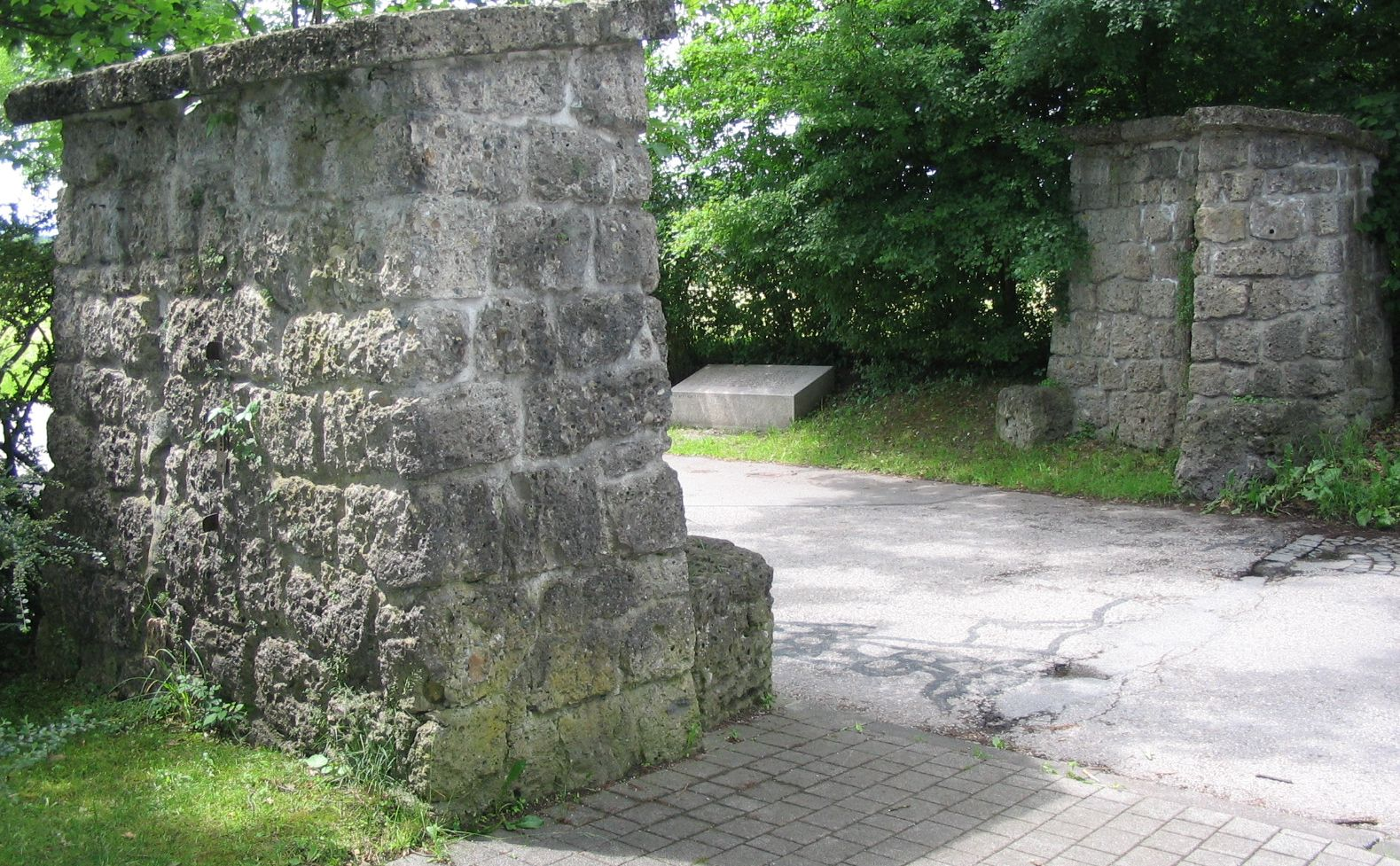
Eingang zur ehemaligen Flak-Kaserne Stephanskirchen, heute Ortsteil Haidholzen (Foto 2009)

Das KZ-Außenlager Stephanskirchen war ab November 1944 eines der 169 Außenlager des Konzentrationslagers Dachau. Durchschnittlich 250 KZ-Häftlinge mussten in Stephanskirchen vor allem für BMW arbeiten. Nicht sicher ist, ob einige Häftlinge auch im KZ-Außenkommando Rosenheim eingesetzt waren.
Dieses Außenlager war wie die KZ-Außenlager Trostberg und Kaufbeuren über die BMW-Ringfertigung mit dem KZ-Außenlagerkomplex München-Allach (BMW) verbunden.
Weitere BMW-Fabriken mit dem Einsatz von Zwangsarbeitern und Strafgefangenen befanden sich in der Baumwollspinnerei Kolbermoor mit über 1000 Arbeitskräften, in Bruckmühl mit etwa 500 Arbeitskräften und in Feilnbach.

## Entstehung
BMW hatte eine zentrale Position in der Rüstungsproduktion im nationalsozialistischen Deutschland. In „Würdigung des hervorragenden Einsatzes und der vorbildlichen Leistung [...] im Rahmen der deutschen Kriegserzeugung“ wurden die Werke als „Kriegs-Musterbetrieb“ ausgezeichnet.
Nach Luftangriffen auf das BMW-Werk I in der Lerchenauer Str. 76 in München sowie das Werk mit KZ-Außenlager in München-Allach verlagerte BMW einen Teil seiner Fertigung im Frühjahr 1944 mit knapp 2000 KZ-Häftlingen in den Maurice-Lemaire-Tunnel bei Sainte-Marie-aux-Mines, damals „Markirch“. Ab September 1944 wurde diese Produktionsstätte wegen der näher rückenden Front aufgegeben, Maschinen und Häftlinge wochenlang mit der Bahn Richtung Osten transportiert, bis Ende Oktober unter anderem nach Trostberg, Kempten, Blaichach und Stephanskirchen. Am 20. November 1944 hatte der BMW-Standort Stephanskirchen 698 Mitarbeiter und 167 Maschinen auf einer Betriebsfläche von 4000 Quadratmetern.

## Betrieb des KZ-Außenlagers
Der Zeitpunkt der Gründung des  KZ-Außenlagers Stephanskirchen im dortigen großen Wehrmachtkomplex ist nicht nachgewiesen. Die KZ-Häftlinge wurden in einer Baracke in der Mitte des Gesamtkomplexes interniert. Die erste Stärkemeldung stammt vom 29. November 1944 und gibt 190 KZ-Häftlinge an, die zu großem Teil aus dem KZ-Außenlager Markirch stammten. Spätestens ab November waren Wachmänner für dieses Außenlager eingestellt. Die Barackensiedlung des KZ-Außenlagers befand sich auf dem Gelände einer Flak-Kaserne, auf dem nach dem Krieg die heutige Siedlung Haidholzen gebaut wurde. Damals waren dort nach Aussage des ehemaligen Häftlings Leo van der Tas in der äußeren Barackenreihe Soldaten der Luftwaffeneinheit „Hermann Göring“ einquartiert, nach innen hin folgten Fabrikhallen und Büros der Flugzeugindustrie.
Das Barackenlager wurde von SS-Angehörigen bewacht, teils auch von der Luftwaffe und schließlich auch von Männern des Volkssturms, die teils weniger gnadenlos waren. Die Appelle fanden direkt in der Baracke statt. Die Wäsche wurde einmal wöchentlich von vier Häftlingen – dem „Wäschekommando“ – mit dem Zug ins KZ Dachau gebracht, bewacht durch einen SS-Posten.
Im Mittel 250 Häftlinge mussten vor allem für das Arbeitskommando „Stephanskirchen Chiemgauer Vertriebsgesellschaft OHG“ des BMW-Konzerns Zwangsarbeit leisten. Etwa ein Drittel stammte aus der Sowjetunion, weitere aus Polen, Frankreich, Deutschland, den Niederlanden, Spanien und Jugoslawien. Ihre Aufgabe war die Produktion von Zylinderlaufbuchsen sowie ein Teil der Zahnradfertigung, Bestandteile für Flugzeugmotoren. Auch die Präzisionskontrolle der gefertigten Teile gehörte dazu.
Weitere Aufgaben der Gefangenen waren Gleisbauarbeiten an den Bahnhöfen Rosenheim und Stephanskirchen, sowie Aufräumen und Trümmerbeseitigung nach Bombenangriffen, wohl auch im KZ-Außenkommando Rosenheim.
Zum Ende des Jahres 1944 erfolgten Luftangriffe alliierter Bomber, bei denen 30 Prozent der Gebäude und 20 Prozent der Maschinen zerstört wurden. Im Dezember 1944 wurde auch die Gefangenenbaracke zerstört. Die Häftlinge wurden vorübergehend in den „Pernlohner Keller“ ⊙ in Rosenheim umquartiert, der vorher schon von der Reichswehr genutzt wurde. Leo van der Tas beschrieb die Unterkunft so: „Eine dieser Türen führte in einen großen Raum, lang und schmal und dort lagen wir über 90 Mann wie Sardinen in einer Dose.“
Wenig bekannt ist über die Lebensbedingungen der Häftlinge im Lager. Nicht näher belegt gab es die Wiedergabe der Aussage eines Soldaten, das Lager sei oft von Rotkreuzdelegationen besucht worden, es habe sich um ein „Vorzeigelager" gehandelt. Die Häftlinge berichteten von besonders brutalen Übergriffen durch zwei Kapos, zudem von extremem andauerndem Hunger, zugespitzt im Februar und März 1945, der teils tödlich endete. Nicht mehr arbeitsfähige Häftlinge wurden in das Stammlager Dachau überstellt, wo man meist dem Sterben den Lauf ließ. Zwei im Februar und März 1945 vor Ort zu Tode gekommene junge KZ-Häftlinge aus der Flak-Kaserne wurden direkt am Friedhof Stephanskirchen-Baierbach begraben, zwischen 1955 und 1961 exhumiert und auf den KZ-Friedhof Dachau-Leitenberg umgebettet. Berichtet wurde auch von Erschießungen, Insassen seien freigelassen und kurz darauf am 29. April 1945 erschossen worden (“inmates were released and then shot shortly thereafter”), andere sahen die Tat als verhinderten Fluchtversuch. Es habe sich um drei Zivilisten gehandelt, darunter einen Holländer und einen Geistlichen.

## Räumung des Lagers
Die letzten Stärkemeldungen vom 3. und 29. April geben 217 KZ-Häftlinge an. Das Lager wurde nicht vor dem 27. April geräumt, 180 Gefangene wurden mit 26 Wachmännern auf den Todesmarsch gezwungen, nach Nußdorf in südliche Richtung, zusammen mit den Häftlingen des KZ-Außenkommandos Halfing-Brüningsau. Ende April kamen nach dokumentierten „Aussagen der Bewohner“ noch „ungefähr 20 Mann“ in Nußdorf am Inn an und wurden am 2. Mai 1945 dort von der US-Armee befreit.

## Juristische Aufarbeitung
Die Zentrale Stelle der Landesjustizverwaltungen in Ludwigsburg ermittelte 1969, es kam jedoch nicht zu einem Verfahren. Der Schlussvermerk der Staatsanwaltschaft basierte auf dem zugrundeliegenden Protokoll der polnischen Staatsanwaltschaft mit der Aussage eines einzigen Häftlings: „Mir waren die Verbrechen, die in diesem Lager verübt wurden, nicht bekannt, und ich bin ebenfalls nicht Zeuge derartiger Mordtaten gewesen.“ Der Lagerführer des Außenlagers war der Staatsanwaltschaft „unbekannt“, obwohl er bei den Dachauer Prozessen aufgeführt wurde, ähnlich der Sachverhalt bei weiteren Wachmännern.

## Nachnutzung und Gedenken
Sowohl Reste des Außenlagers wie auch das Offizierskasino der ehemaligen benachbarten Wehrmachtskaserne sind erhalten geblieben. Das frühere Stabsgebäude sowie Teile der Garagen werden weiterhin von einer Süßwarenfabrik ⊙ genutzt.

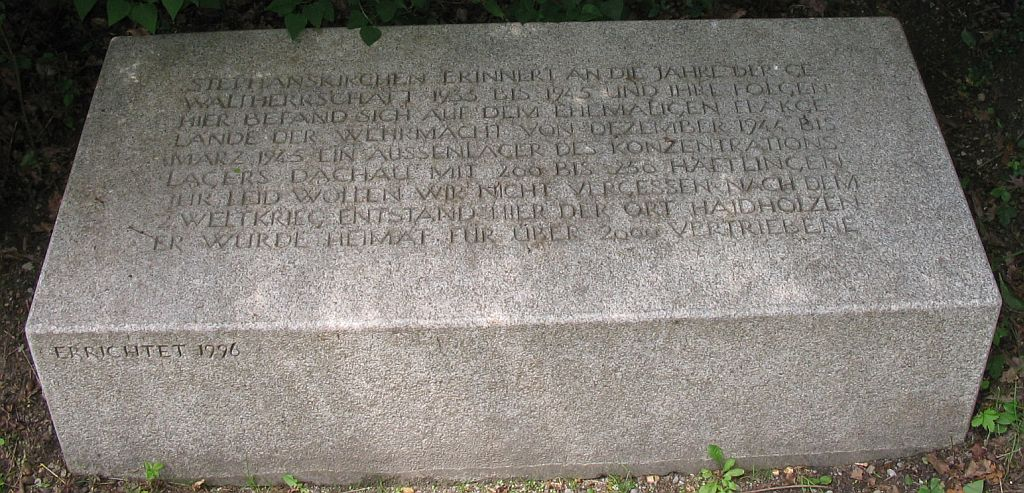
Gedenkstein von 1996 (Foto 2009)

Die Fundamentreste des Eingangs der ehemaligen Flak-Kaserne sind erhalten, am östlichen Ende des ehemaligen Gesamtkomplexes in Stephanskirchen-Haidholzen. Daneben befindet sich ein Gedenkstein ⊙ mit der Inschrift:
Stephanskirchen erinnert an die Jahre der Ge-

waltherrschaft 1933 bis 1945 und ihre Folgen.

Hier befand sich auf dem ehemaligen Flakge-

lände der Wehrmacht von Dezember 1944 bis

März 1945 ein Aussenlager des Konzentrations-

lagers Dachau mit 200 bis 250 Häftlingen.

Ihr Leid wollen wir nicht vergessen. Nach dem

2. Weltkrieg entstand hier der Ort Haidholzen.

Er wurde zur Heimat für über 2000 Vertriebene.
Errichtet 1996